# István Horthy
István Horthy  (n. 12 septembrie 1904, Pola -d. 20 august 1942, Aleksejevka, Ucraina) a fost fiul cel mare a lui Miklós Horthy.
În al Doilea Război Mondial a fost politician și pilot. A obținut diploma de inginer mecanic în anul 1928 și a lucrat ulterior la fabrica MÁVAG, făcând parte din echipa de ingineri proiectanți. Între anii 1934 și 1938 a fost directorul companiei MÁVAG, iar apoi a devenit manager general. În 1940 s-a căsătorit cu Ilona Edelsheim-Gyulai. A fost numit secretar de stat în anul 1941 și apoi vice guvernator în anul 1942. A fost trimis pe front în anul 1942, ca pilot de avion de vânătoare. Pe 20 august 1942, la ora 5 și 7 minute, a murit pe front într-un accident când avionul său de vânătoare MÁVAG Héja s-a prăbușit inexplicabil. Fiul său, István Horthy de Nagybánya II (Sharif Horthy din 1956, când s-a convertit la islamism), este un inginer de succes.